# اردشیر
اردشیر نامی برای مردان است. افراد شاخص با این نام از این قرارند:

## شاهان
کیانیان
- بهمن پسر اسفندیار با نام دیگر اردشیر

هخامنشیان
- اردشیر یکم
- اردشیر دوم
- اردشیر سوم
- اردشیر چهارم
- اردشیر پنجم

فرترکه‌های پارس
- اردشیر یکم، فرترکه پارس
- اردشیر دوم، شاه پارس فرزند دارایان دوم
- اردشیر سوم، شاه پارس فرزند منوچهر یکم
- اردشیر چهارم، شاه پارس فرزند منوچهر سوم
- اردشیر پنجم، شاه پارس یا اردشیر بابکان فرزند بابک، شاه پارس

ساسانیان
- اردشیر بابکان
- اردشیر دوم
- اردشیر سوم

باوندیان
- اردشیر یکم باوندی
- اردشیر دوم باوندی

اروندی‌های ارمنستان
- آرداشیر یرواندی

## بزرگان ایران باستان
- اردشیر پسر بیژن
- اردشیر (موبد موبدان)
- اردشیر (قهرمان شاهنامه)
- اردشیر سکانشاه
- اردشیر (شاه مرو)
- اردشیر بیدخشان
- اردشیر بی‌فردکان
- اردشیر (ساتراپ گودمان)
- اردشیر (ساتراپ نی‌ریز)
- اردشیر اردشیر هشنوم
- اردشیر کارن
- اردشیر (شاه کرمان)
- اردشیر (شاه آدیابن)
- اردشیر سورن
- اردشیر وراز
- اردشیر (دبیر)
- اردشیر (هزاربد)
- اردشیر یکم پادوسپانی

## افراد معاصر
- اردشیر محصص
- اردشیر ایرانی
- اردشیر حسین‌پور
- اردشیر گودرج
- اردشیر یگانگی
- اردشیر کشاورز
- اردشیر کامکار
- اردشیر زاهدی
- اردشیر ریپورتر
- اردشیر آوانسیان
- اردشیر کاظمی
- اردشیر تفتی
- اردشیر رستمی
- اردشیر احمدی

## مکان‌ها
- اردشیر (ورزقان)

- اردشیری سفلی

- اردشیری بالا

- تنگ اردشیری

- کوه اردشیر

- قلعه اردشیر

- اردشیر خوره

- رام‌هرمزاردشیر

- هرمز اردشیر

- تن اردشیر

- ریواردشیر (شهر باستانی)

- وهشت‌آباد اردشیر (شهر باستانی)

- وه‌اردشیر (شهر باستانی)

- استاداردشیر (شهر باستانی)

- بوذاردشیر (شهر باستانی)

- وه‌اردشیر (کرمان، شهر باستانی)